# James Trapp
Jams Trapp (* 28. prosince 1969, Greenville, Jižní Karolína, USA) je bývalý americký atlet, sprinter, halový mistr světa v běhu na 200 metrů z roku 1993.

## Sportovní kariéra
Svých nejlepších úspěchů dosáhl na začátku 90. let 20. století. V roce 1993 se stal halovým mistrem světa v běhu na 200 metrů. Po skončení atletické kariéry se stal hráčem amerického fotbalu.

## Osobní rekordy
- 100 metrů – 10,14 s (1992)
- 200 metrů – 20,17 s (1992)